# Ernst Lörtscher
Ernst Lörtscher (Bucarest, Rumania; 15 de marzo de 1913 – Suiza; 30 de noviembre de 1993) fue un futbolista suizo nacido en Rumania que jugaba en la posición de mediocampista.

## Carrera

### Club
A pesar de haber nacido en Rumania, jugó solo en Suiza y a nivel profesional solo jugó para el Servette FC luego de haber pasado por tres equipos a nivel juvenil. Jugó en el Servette de 1932 a 1943 y logró ser campeón de liga en tres ocasiones.

### Selección nacional
Jugó para Suiza de 1934 a 1938, disputó 21 partidos y anotó un gol, además de ser el segundo jugador en anotar un Autogol en una Copa Mundial de Fútbol ante Alemania nazi el 9 de junio de 1938.

## Logros
- Superliga Suiza: 3

1932-1933, 1933-1934, 1939-1940